# غوستاف أدولف سوندكويست
غوستاف أدولف سوندكويست (بالإنجليزية: Gustav Adolf Sundquist)‏ هو عسكري سويدي، ولد في 4 يونيو 1879 في السويد، وتوفي في 25 أغسطس 1918.